# Polimerização por abertura de anel
Em química de polímeros, polimerização por abertura de anel é uma forma de polimerização por crescimento de cadeia, em que a extremidade terminal de um polímero funciona como um centro reativo, em que os monómeros cíclicos adicionais juntam-se para formar uma cadeia maior de polímero por meio da propagação iônica. O tratamento de alguns compostos cíclicos com catalisadores provoca a clivagem do anel, seguido por polimerização para produzir polímeros de alto peso molecular.